# Noitibó-de-cauda-larga
Noitibó-de-cauda-larga  (Caprimulgus macrurus) é uma espécie de ave da família Caprimulgidae.
Pode ser encontrada nos seguintes países: Austrália, Bangladesh, Butão, Brunei, Camboja, China, Índia, Indonésia, Laos, Malásia, Myanmar, Nepal, Paquistão, Papua-Nova Guiné, Filipinas, Singapura, Tailândia e Vietname.
Os seus habitats naturais são: florestas subtropicais ou tropicais húmidas de baixa altitude, florestas de mangal tropicais ou subtropicais e regiões subtropicais ou tropicais húmidas de alta altitude.